# Ploceus rubiginosus
Ploceus rubiginosus е вид птица от семейство Ploceidae.

## Разпространение
Видът е разпространен в Ангола, Ботсвана, Еритрея, Етиопия, Кения, Намибия, Сомалия, Судан, Танзания, Уганда и Южен Судан.